# Раул Мейрелеш
Раул Жозе Триндаде Мейрелеш (на португалски: Raúl José Trindade Meireles) е португалски футболист, роден на 17 март 1983 г. в Порто. Играе като полузащитник, бивш национал на Португалия.

## Клубна кариера
Мейрелеш е от школата на Боавища, но първия си професионален договор подписва с Авеш през 2001 г. След две години се връща в Боавища, като за един сезон успява да направи впечатление на ръководството на гранда Порто, където преминава през 2004 г. С Порто печели четири поредни титли и три купи на страната.

## Национален отбор
За националния отбор Мейрелеш дебютира през 2006 г. Две години по-късно е част от състава на Португалия на Евро 2008, като в мача срещу Турция отбелязва първия си гол за мъжкия национален отбор. През 2010 г. е титуляр във всичките мачове на Португалия на Световното първенство в Южна Африка.

### Голове
| # | Дата            | Място                       | Съперник            | Гол в мача | Краен резултат | Повод |
| - | --------------- | --------------------------- | ------------------- | ---------- | -------------- | ----- |
| 1 | 7 юни 2008      | Женева, Швейцария           | Турция              | 2:0        | 2:0            | ЕП    |
| 2 | 12 август 2009  | Вадуц, Лихтенщайн           | Лихтенщайн          | 2:0        | 3:0            | П     |
| 3 | 18 ноември 2009 | Зеница, Босна и Херцеговина | Босна и Херцеговина | 1:0        | 1:0            | СК    |
| 4 | 1 юни 2010      | Ковиля, Португалия          | Камерун             | 1:0        | 3:1            | П     |
| 5 | 1 юни 2010      | Ковиля, Португалия          | Камерун             | 2:0        | 3:1            | П     |
| 6 | 21 юни 2010     | Кейп Таун, Южна Африка      | Северна Корея       | 1:0        | 7:0            | СП    |

## Успехи
Порто
- Португалска лига
  - Шампион: 2006, 2007, 2008, 2009
  - Трето място: 2010
- Купа на Португалия
  - Носител: 2006, 2009, 2010
  - Финалист: 2008
- Суперкупа на Португалия
  - Носител: 2006, 2009
  - Финалист: 2007, 2008

 Португалия
- Европейско първенство до 16 г.
  - Шампион: 2000